# Golden Hour
Golden Hour é o quarto álbum de estúdio da cantora americana Kacey Musgraves. Seu lançamento ocorreu em 30 de março de 2018, através da MCA de Nashville. Musgraves co-escreveu as 13 faixas e co-produziu o álbum ao lado de Daniel Tashian e Ian Fitchuk. De modo geral, recebeu aclamação da crítica musical e está listado como um dos melhores álbuns de 2018 até o momento. O Golden Hour foi amplamente aclamado pela crítica e obteve o trófeu de Álbum do Ano e Melhor Álbum Country, com os dois primeiros singles do álbum, "Butterflies" e "Space Cowboy", ganhando os trófeus de Melhor Desempenho Vocal de Country e Melhor Canção Country na 61.ª cerimônia anual do Grammy Awards.

## Desenvolvimento e gravação
Musgraves escreveu e gravou a maioria das músicas ao longo do ano de 2017. Acerca do processo de composição, afirmou: "Eu tenho muito mais canções de amor desta vez e eu nunca fui de escrever algo sobre o amor e senti-lo; isso provavelmente parece a coisa mais deprimente de todos os tempos, mas eu vou casar-me e estar nessa "hora de ouro" em minha vida pessoal, onde todas as coisas finalmente estarão se concretizando. Eu me senti inspirada em escrever sobre essa pessoa e todas as coisas que ele trouxe para mim não estavam lá antes." Em relação ao processo de produção, grande parte do álbum foi gravado em um estúdio em cima de um estábulo de cavalos da cantora Sheryl Crow.

## Recepção crítica
| Críticas profissionais | Críticas profissionais |
| Pontuações agregadas   | Pontuações agregadas   |
| Fonte                  | Avaliação              |
| ---------------------- | ---------------------- |
| Metacritic             | 89/100                 |
| Avaliações da crítica  |                        |
| Fonte                  | Avaliação              |
| AllMusic               | [ 5 ]                  |
| The Boston Globe       | Positiva               |
| Chicago Tribune        | [ 7 ]                  |
| Consequence of Sound   | A–                     |
| The Guardian           | [ 9 ]                  |
| The Independent        | [ 10 ]                 |
| Rolling Stone          | [ 11 ]                 |
| Spin                   | Positiva               |
| The Times              | [ 13 ]                 |
| Uncut                  | [ 14 ]                 |

De modo geral, o álbum foi recebido abertamente pela crítica musical. No Metacritic, o álbum tem uma média de 89 de 100 pontos, indicando aclamação universal baseada em 17 avaliações. Stephen Thomas Erlewine, editor do portal AllMusic, valiou o álbum com quatro de cinco estrelas, declarando que a obra é "quente e envolvente, misturada entre o caminho da mágia e da cura, mas permanece na mente porque as canções são nítidas e sustentadas por melodias longas e lentas, refletindo a alma indolente de Musgraves." Roisin O'Connor, do jornal The Independent, classificou o álbum com uma nota total de 5 estrelas, afirmando que o álbum é "um lembrete de que, às vezes – se você está procurando nos lugares certos – a vida é linda." Ademais, Katherine St. Asaph, da revista Spin, ressaltou que o álbum "não é classicista, mas talvez clássico."

## Lista de faixas
Os créditos foram adaptados do iTunes.
| N.º            | Título                 | Compositor(es)                                       | Duração |  |
| 1.             | "Slow Burn"            | Kacey Musgraves, Ian Fitchuk, Daniel Tashian         | 4:06    |  |
| 2.             | "Lonely Weekend"       | Musgraves, Fitcuk, Tashian                           | 3:46    |  |
| 3.             | "Butterflies"          | Musgraves, Natalie Hemby, Luke Laird                 | 3:39    |  |
| 4.             | "Oh, What a World"     | Musgraves, Fitchuk, Tashian                          | 4:01    |  |
| 5.             | "Mother"               | Musgraves, Fitchuk, Tashian                          | 1:18    |  |
| 6.             | "Love Is a Wild Thing" | Musgraves, Fitchuk, Tashian                          | 4:16    |  |
| 7.             | "Space Cowboy"         | Musgraves, Laird, Shane McAnally                     | 3:36    |  |
| 8.             | "Happy & Sad"          | Musgraves, Fitchuk, Tashian                          | 4:03    |  |
| 9.             | "Velvet Elvis"         | Musgraves, Hemby, Luek Dick                          | 2:34    |  |
| 10.            | "Wonder Woman"         | Musgraves, Jesse Frasure, Hillary Lindsey, Amy Wadge | 3:33    |  |
| 11.            | "High Horse"           | Musgraves, Trent Dabbs, Tommy English                | 3:33    |  |
| 12.            | "Golden Hour"          | Musgraves, Fitchuk, Tashian                          | 3:18    |  |
| 13.            | "Rainbow"              | Musgraves, Hemby, McAnally                           | 3:34    |  |
| Duração total: | Duração total:         | Duração total:                                       | 45:44   |  |

## Equipe e colaboradores
Os créditos foram adaptados do AllMusic.
| Músicos - David Davidson – viola, violino - Dan Dugmore – pedal steel - Ian Fitchuk – banjo, baixo, bateria, guitarra elétrica, Juno, teclados, percussão, piano, sintetizador, vocoder e Wurtlizer - Todd Lombardo – banjo, violão, guitarra barítono, guitarra clássica, guitarra - Kacey Musgraves – vocais, violão - Russ Pahl – pedal steel - Carole Rabinowitz – violoncelo - Justin Schipper – pedal steel - Daniel Tashian – vocais de apoio, banjo, baixo, celesta, piano Rhodes, violão, guitarra barítono, guitarra clássica, guitarra elétrica, teclado, mandolim, sintetizador, vibrafone | Equipe técnica - Craig Alvin – engenharia, mixagem - Greg Calbi – masterização - Shawn Everett – mixagem - Steve Fallone – masterização - Ian Fitchuk – produção, programação - Serban Ghenea – mixagem - John Hanes – engenharia de mixagem - Gena Johnson – coordenação de produção - Jordan Lehning – edição - Kacey Musgraves – produção, direção de arte - Karen Naff – coordenação de design - Zack Pancost – assistência - Bobby Shin – engenharia de cordas - Kelly Christine Sutton – direção de arte, design, fotografia - Daniel Tashian – sample, produção, programação - Alberto Vaz – assistência - Ivan Wayman – assistência |

## Histórico de lançamento
| Região         | Data                | Formato(s)                | Gravadora     | Ref.   |
| -------------- | ------------------- | ------------------------- | ------------- | ------ |
| Estados Unidos | 30 de março de 2018 | CD Download digital Vinil | MCA Nashville | [ 17 ] |